# Hult, Skepplanda socken
Hult är en bebyggelse i Skepplanda socken i Ale kommun. Från 2023 avgränsar SCB här en småort.